# Daisu-Kiss
Daisu-Kiss es un videojuego que fue lanzado para máquinas recreativas, desarrollado y publicado por Konami en marzo de 1996 solo exclusivamente en Mercado Japónesa. El Arcade fue una colección de minijuegos que parece similar a Ichidant-R y la serie de juegos de Bishi Bashi.
- Datos: Q11271529